# José Blanco Ruiz
José Blanco Ruiz, más conocido como Pepe Blanco (Logroño, 19 de marzo de 1911-Madrid, 17 de diciembre de 1981), fue un cantante español.
Nació en Logroño, capital de La Rioja, en la céntrica calle Ruavieja, hecho que él mismo recuerda en su famoso tema "En La Rioja nací". En su juventud fue carretero, trabajó en Madrid de chófer y más adelante fue taxista en la localidad riojana de Cenicero, donde se casa en 1935 con Rosa María Sistiaga, oriunda de La Rioja. En los años posteriores a la guerra civil española se hizo popular imitando a Pepe Marchena en el Café Ibiza, popular establecimiento logroñés, hoy en día aún existente, lo que le hizo ganarse el apodo de Marchenita.
En el año 1944 grabó su primer disco y en 1946 formó su primera compañía como empresario en la obra Alegría, junto con la cantante Carmen Morell, con la cual formó pareja artística durante muchos años, separándose en 1961, fecha en la que se traslada a vivir a Madrid con su mujer y sus dos hijos.
Grabó más de 150 canciones, 30 de ellas con Carmen, y participó en media docena de películas. Tras su separación como pareja artística, actuó con gente tan destacada como Juanito Valderrama, Rafael Farina o Antonio Molina.
En 1980 se le dedicó una avenida con su nombre en Logroño. Falleció el 17 de diciembre del año siguiente en Madrid y fue enterrado en su ciudad natal. Uno de sus hijos heredó el nombre del padre, así como su nieto y su bisnieto.
En 1999 se creó el grupo Mágicas Estrellas integrado por cantantes riojanos, entre los que se encontraban Juancho Ruiz, el Charro, Teo Echaure o Chema Purón, con el que rindieron un homenaje a Pepe Blanco a lo largo de la gira que recorrió toda La Rioja.

## Canciones
De entre las más de 150 canciones que grabó en su vida, cabe destacar:
- 1944 - Farolero
- 1946 - El gazpacho
- 1946 - Malena Montoya
- 1946 - Barquito sin rumbo
- 1946 - Magnetismo
- 1947 - El afilador
- 1947 - Sangre gitana
- 1947 - Betunero
- 1947 - Tani
- 1947 - Faraón
- 1947 - El embrujo de Granada
- 1947 - La muerte de Manolete
- 1947 - El gitano señorón
- 1948 - Mi salinera
- 1948 - La chunga
- 1949 - Cocidito madrileño
- 1950 - Frente a frente (Con Carmen Morell)
- 1950 - Machote
- 1950 - La malvaloca
- 1954 - El granate (Con Carmen Morell)
- 1958 - En La Rioja nací
- 1958 - Amor que vienes cantando (Con Carmen Morell)
- 1958 - Me debes un beso (Con Carmen Morell)
- 1959 - Qué no se entere mi madre (Con Carmen Morell)
- 1959 - ¡Ay, mi cielo! (Con Carmen Morell)
- 1959 - Carmen, me tienes loco (Con Carmen Morell)

## Filmografía
- La mentira de la gloria (1946)
- La mujer, el torero y el toro (1950)
- Amor sobre ruedas (1954)
- La chica del barrio (1956)
- Maravilla (1957)
- La niña del patio (1967)
- Bodas de sangre (1981)

Su voz en muchas de sus películas fue doblada por Pedro Pablo Ayuso